# Plagiolepis exigua
Plagiolepis exigua é uma espécie de formiga do gênero Plagiolepis, pertencente à subfamília Formicinae.